# Ciliater
Ciliater (la. iliophora, da. også infusionsdyr) er en gruppe af encellede organismer, der typisk lever i vand. Deres størrelse varierer fra ca. 20 mikrometer til et par millimeter. De er kendetegnede ved at bevæge sig ved hjælp af fimrehår, som dækker deres hele overflade. De fleste arter af ciliater bevæger sig frit rundt i vandet. Der findes også klasser af ciliater, hvis arter sidder på vandplanter, sten og lignende.
Organismerne kan have mange forskellige slags udseende: Nogle har en mund, som de anvender til at æde bakterier og andre smådyr, mens nogle bruger cellevægen til at optage føde med. Der er beskrevet ca. 8.000 forskellige arter.